# آراچ‌آی مگنسیتا
آراچ‌آی مگنسیتا (انگلیسی: RHI Magnesita) شرکت تولید صنعتی اتریشی است، که در سال ۱۹۰۸ تأسیس شد.